# Mankiw
Mankiw (ukrainisch Маньків; russisch Маньков/Mankow, polnisch Mańków) ist ein ukrainisches Dorf in der Oblast Wolyn. Es ist im Rajon Wolodymyr, etwa 11 Kilometer nordöstlich der ehemaligen Rajonshauptstadt Lokatschi und etwa 38 Kilometer westlich der Oblasthauptstadt Luzk gelegen.
Am 21. September 2018 wurde das Dorf ein Teil der Landgemeinde Saturzi, bis dahin gehörte das Dorf zusammen mit den Dörfern Cholopytschi (Холопичі), Mowtschaniw (Мовчанів) sowie Schurawez (Журавець) die gleichnamige Landratsgemeinde Cholopytschi (Холопичівська сільська рада/Cholopytschiwska silska rada) im Norden des Rajons Lokatschi.
Am 17. Juli 2020 wurde der Ort Teil des Rajons Wolodymyr.
Das Dorf entstand erst Ende des 19. Jahrhunderts als Kolonie/Chutor Mańkowa/Манькова und gehörte zum Russischen Reich, wo es im Gouvernement Wolhynien lag. 1918/1921 fiel es an Polen und kam zur Woiwodschaft Wolhynien in den Powiat Horochów, Gmina Kisielin. Infolge des Hitler-Stalin-Pakts besetzte die Sowjetunion das Gebiet. Nach dem deutschen Überfall auf die Sowjetunion 1941 war der Ort bis 1944 unter deutscher Herrschaft (eingegliedert in das Reichskommissariat Ukraine), wurde dann nach dem Zweiten Weltkrieg wieder von der Sowjetunion annektiert und der Ukrainischen SSR zugeschlagen und gehört seit 1991 zur heutigen Ukraine.